# Aubette (café)
O Café L’Aubette, hoje prédio histórico, foi um conjunto de entretenimento, situado na Praça Kléber em Estrasburgo, França. Era composto por café, restaurante e salão de dança que também funcionava como cinema. No começo do século XX seu interior foi decorado e mobiliado por Theo van Doesburg, Sophie Taeuber-Arp e Hans Arp, tornando-se um marco para o movimento De Stijl e um símbolo do Neoplasticismo.

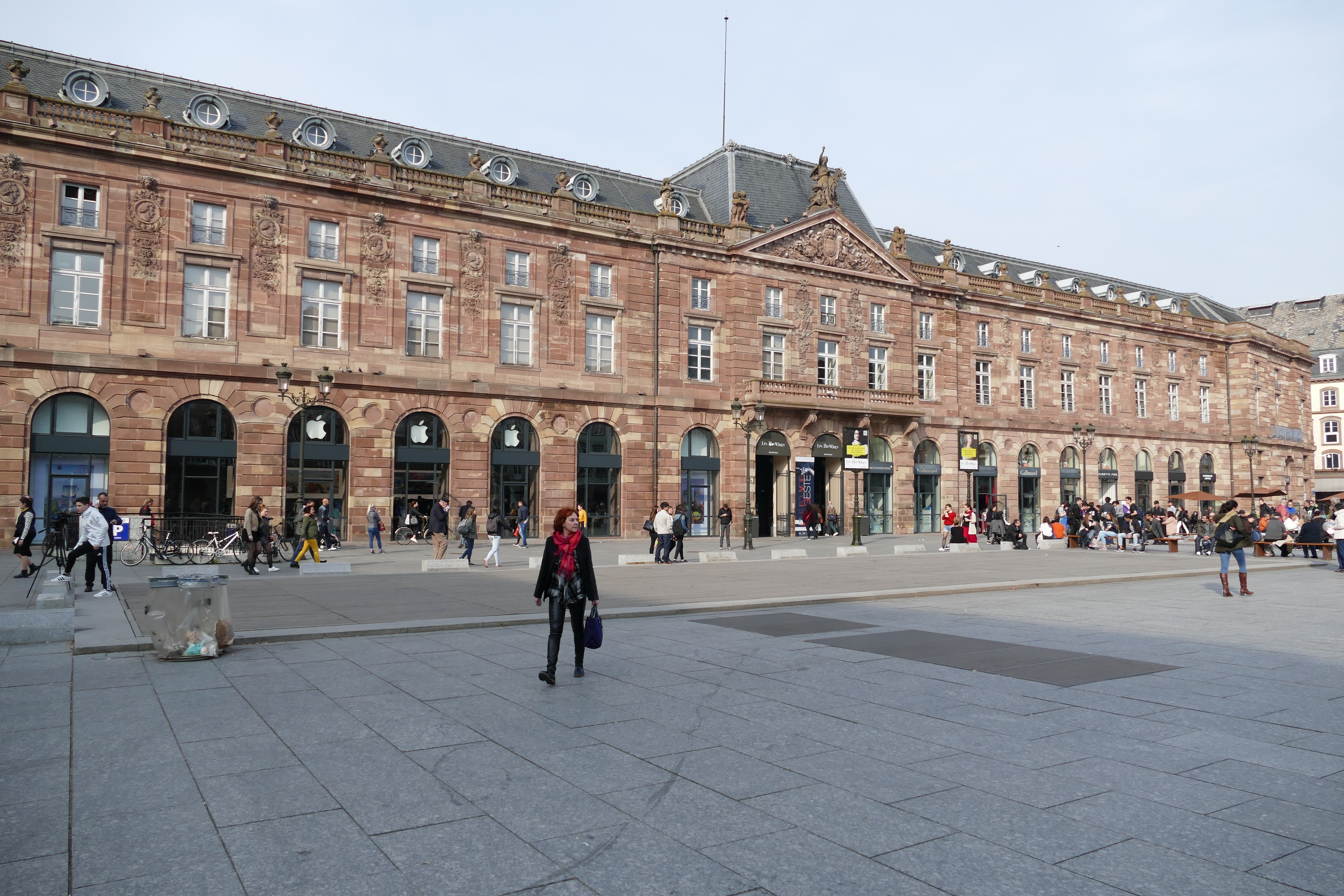
Fachada do Aubette.

## L'Aubette
Construído por Jacques-François Blondel no século XVIII, o local foi anteriormente ocupado por um complexo monástico durante o século XIII. 
Serviu como base militar durante aproximadamente um século e depois como quartel general do marechalato francês. Em 1868, o Museu Nacional de Pintura e Escultura de Estrasburgo e um café com música ao vivo foram instalados no L’Aubette. Durante a Guerra Franco-Prussiana o prédio foi bombardeado, ficando apenas a fachada de pé. O edifício foi reconstruído em 1877.

## Decoração em 26

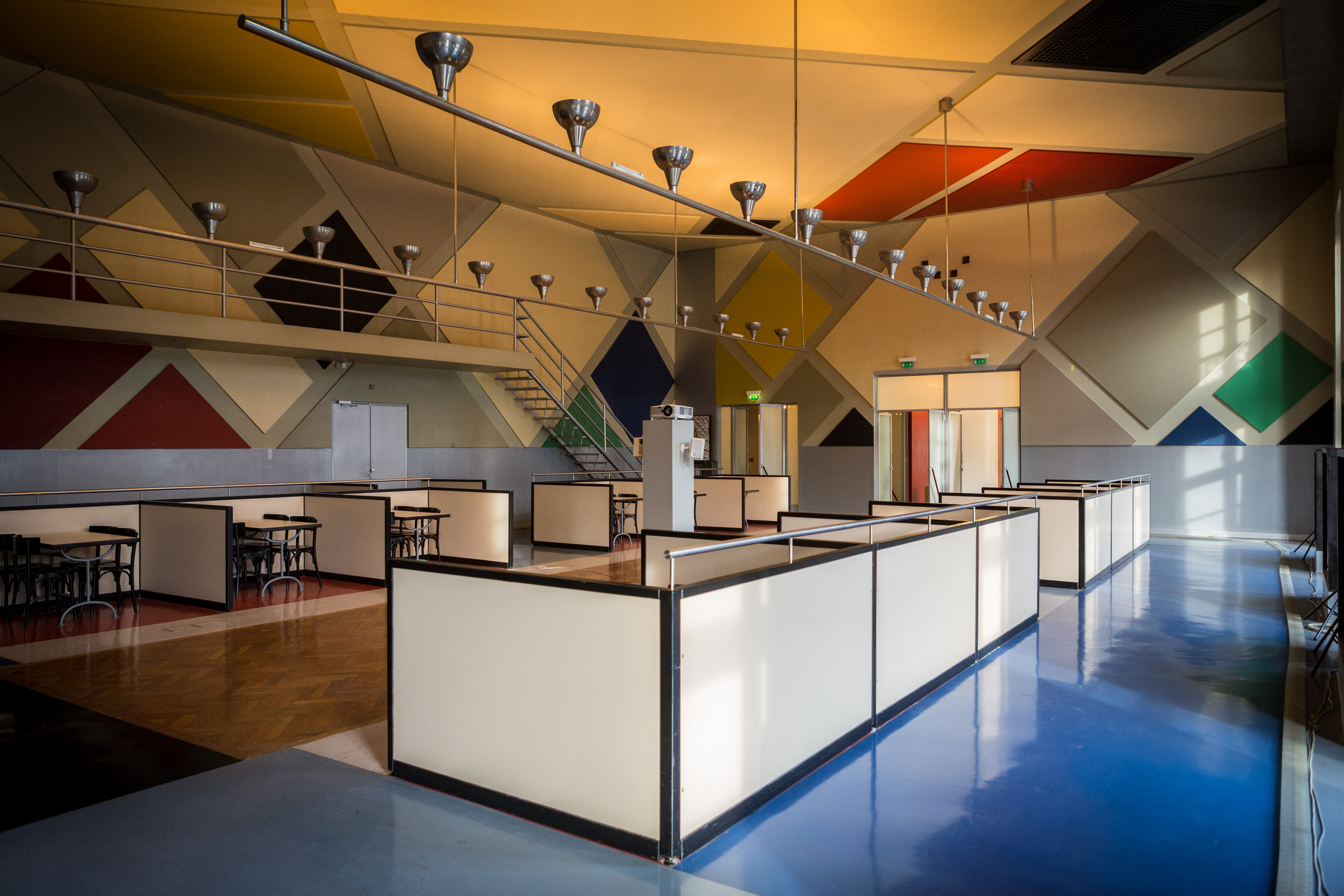
Salão de dança após restauração.

Em 1926 o arquiteto Paul Horn e seu irmão André, que haviam instalado o Café L’Aubette na ala leste do prédio,  comissionaram Sophie Taeuber-Arp para a decoração interior e mobiliação do mesmo, dando a ela completa liberdade artística. Taeuber-Arp, então, convidou Hans Arp, seu marido, e Theo van Doesburg para participarem do projeto. Durante o período, Hans Arp havia se juntado ao movimento De Stijl, que tinha como um de seus 
fundadores van Doesburg. Arp e Taeuber-Arp haviam participado anteriormente do movimento dadaísta de Zurique, Suíça. Cada artista ficou encarregado individualmente de uma parte dos cômodos. van Doesburg dos cafés e salão de cinema-dança, Taeuber-Arp do salão de chá, bares e corredor de entrada, Hans Arp do porão, sala de bilhar e corredor. van Doesburg desenhou, também, cinzeiros e o letreiro para a fachada.

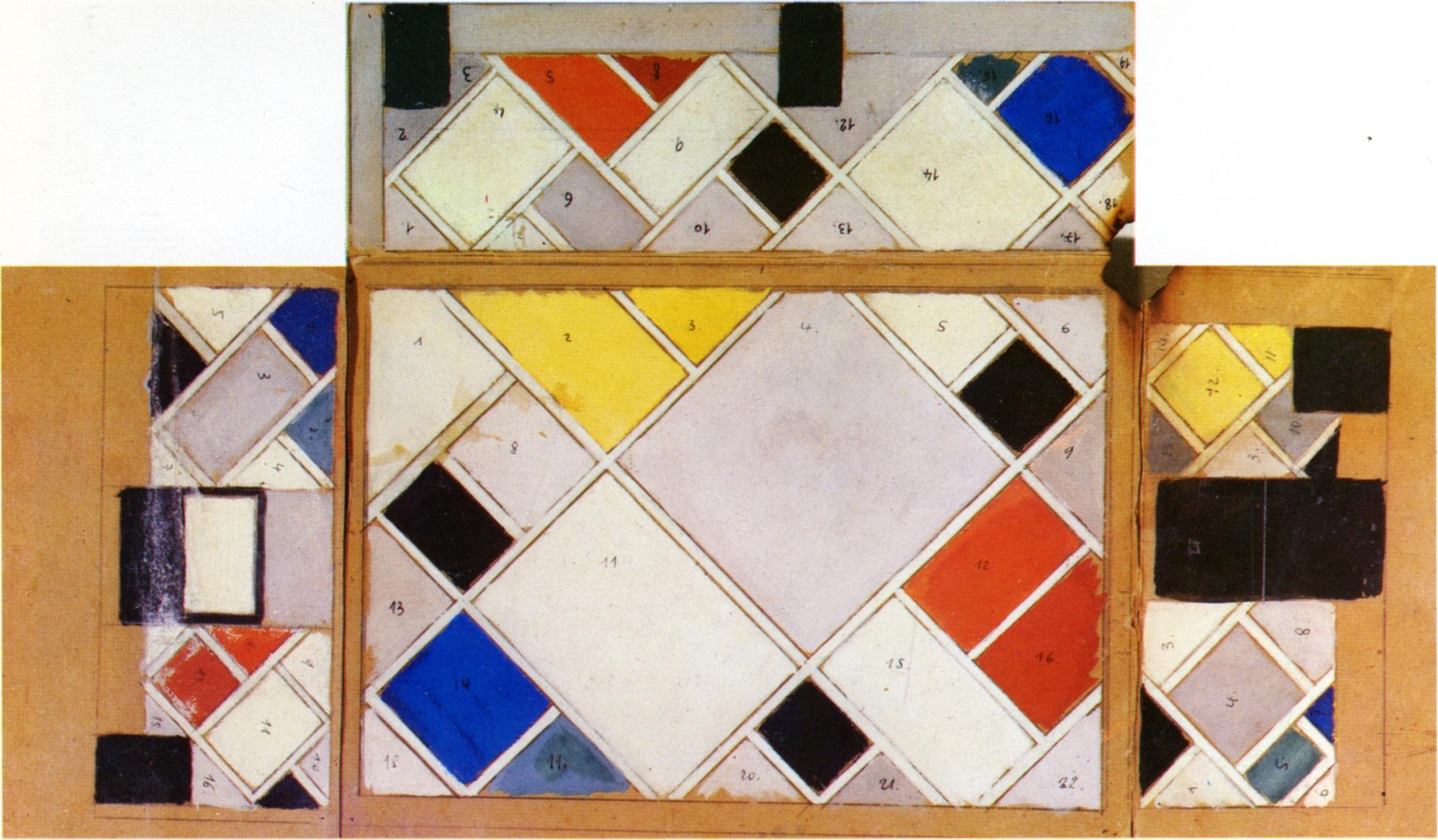
Esquema feito por Theo van Doesburg para o salão de dança.

O trabalho de van Doesburg no café  o permitiu pôr em prática novas teorias artísticas, às quais ele deu o nome de Elementarismo. Essa nova visão rompia com a rigidez das composições neoplasticistas, introduzindo o uso de linhas diagonais e ampliando a paleta de cores. Baseava-se em teorias científicas como a do hiperespaço, buscando trazer para a arte as dimensões de tempo e espaço.
Doze anos após a inauguração em 1928, parte da decoração foi removida e coberta a mando de um novo proprietário. Anos depois, durante a ocupação alemã na França, o que havia sobrado do projeto original foi destruído pelos nazistas. O governo nazista classificava a arte moderna como arte degenerada, associando-a à inferioridade genética e a distúrbios psiquiátricos. Entre 1985 e 1994 o salão de dança foi restaurado e posteriormente os outros ambientes. A restauração foi feita, graças a extensa documentação feita por Van Doesburg, a partir de fotos, esboços e esquemas arquitetônicos.